# Takrur
Takrur, Tekrur hay Tekrour (k. 800 - k. 1285) là một quốc gia cổ đại ở Tây Phi, phát triển mạnh mẽ gần như song song với Đế quốc Ghana.